# 井上勇一 (国際関係論)
井上 勇一（いのうえ ゆういち、1950年（昭和25年） - ）は、日本の外務省官僚、法学者。東京都出身。専門は日本外交史、国際関係論。法学博士。

## 略歴
東京都生まれで父は都市計画家の井上孝。1974年（昭和49年）、慶應義塾大学法学部卒業。
ロンドン大学LSE助手、在カナダ日本国大使館書記官（広報・文化担当）を経て外務事務官となり、外務省外交史料館において『日本外交文書』を編纂した。

## 著書

### 単著
- 『鉄道ゲージが変えた現代史』中央公論新社〈中公新書〉、1990年11月。ISBN 4-12-100992-4。
- 『満州事変の視角　ー―在奉天総領事の見た満州問題――』　東京図書出版（リフレ出版）　2020年11月。ISBN978-4-88641-353-2 C0021
- 共著

- 井上、戸部良一、五味俊樹、波多野澄雄、草野厚『昭和史-その遺産と負債』朝日出版社、1989年5月。ISBN 978-4255890302。